# The Prodigy

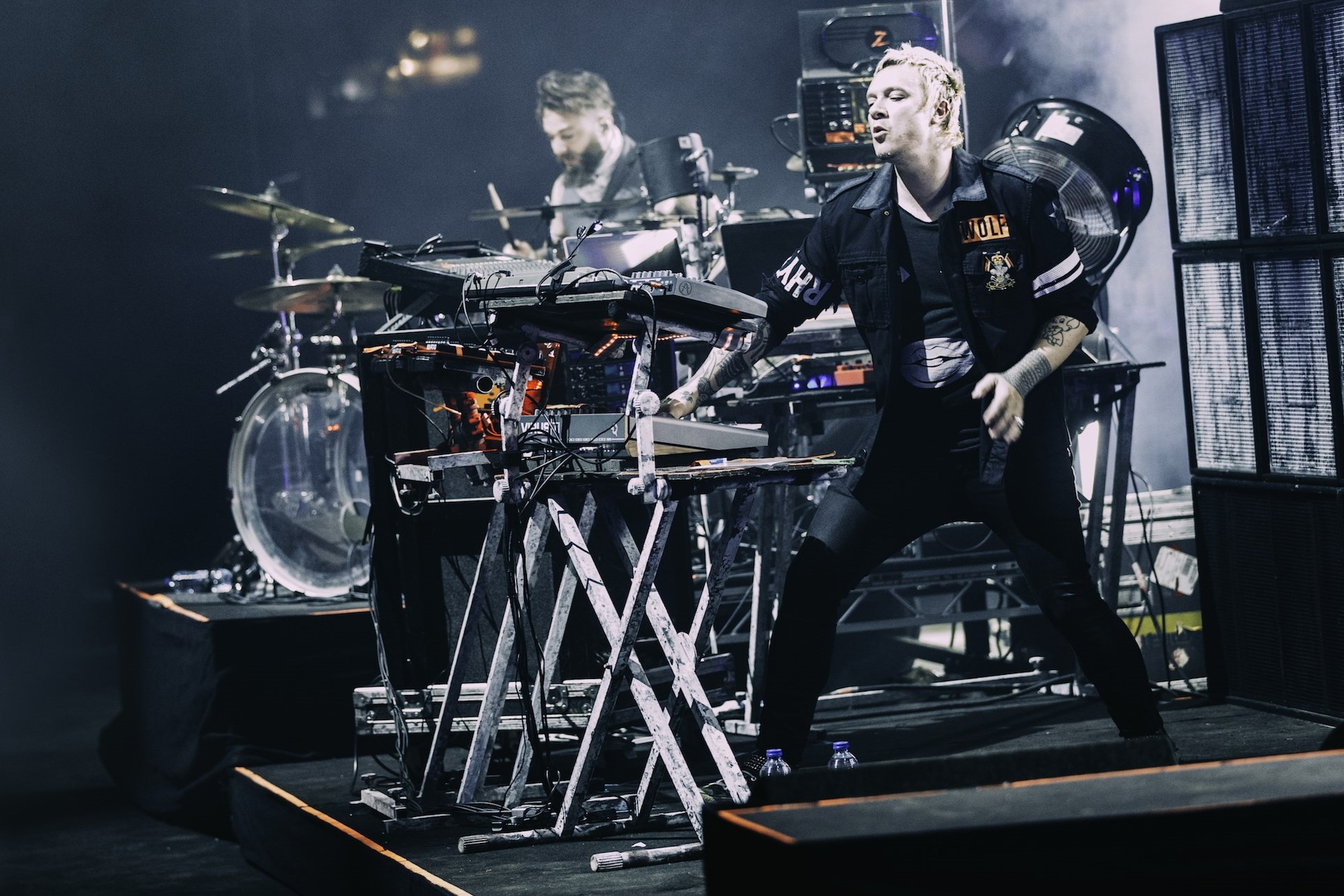
Liam Howlett przy syntezatorach.

The Prodigy – brytyjski zespół muzyczny tworzący muzykę elektroniczną.
Muzyka zespołu stanowi pochodną wielu gatunków muzycznych. Styl muzyczny formacji ewoluował począwszy od techno i rave we wczesnych latach 90. XX w., po breakbeat, hardcore, dance, big beat, industrial i rock z elementami punkowej ekspresji wokalnej w latach późniejszych. Od 2000 roku w zespole grali: Liam Howlett (kompozytor), Keith Flint (wokalista, zm. 2019) oraz Maxim Reality (wokalista). W latach 1989–2000 do zespołu należał tancerz Leeroy Thornhill, a we wczesnych latach istnienia The Prodigy występowała także wokalistka i tancerka Sharky. Grupa jest uznawana przez krytyków muzycznych za pionierów muzyki breakbeat.

## Historia

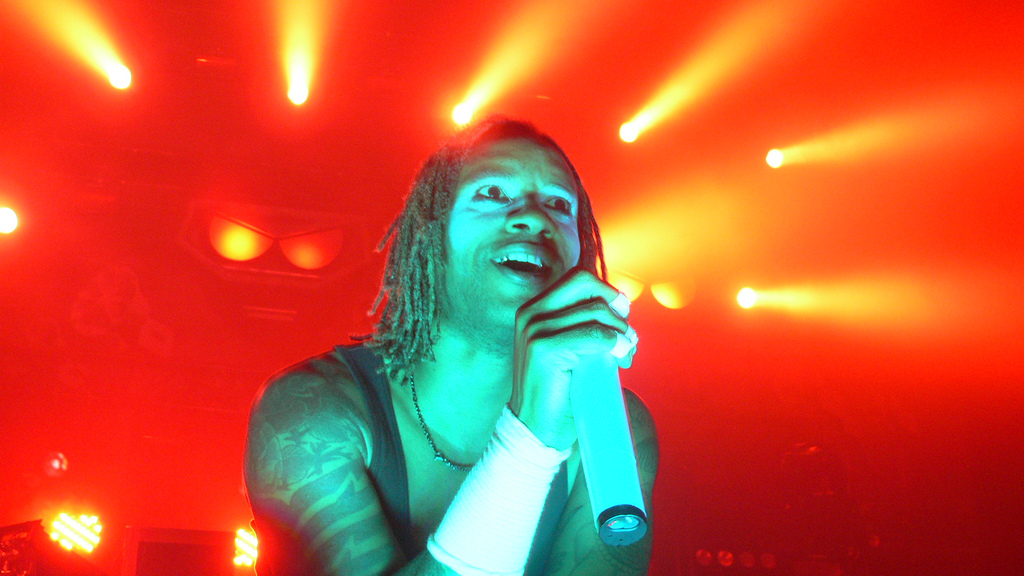
Maxim w czasie koncertu w 2009 roku

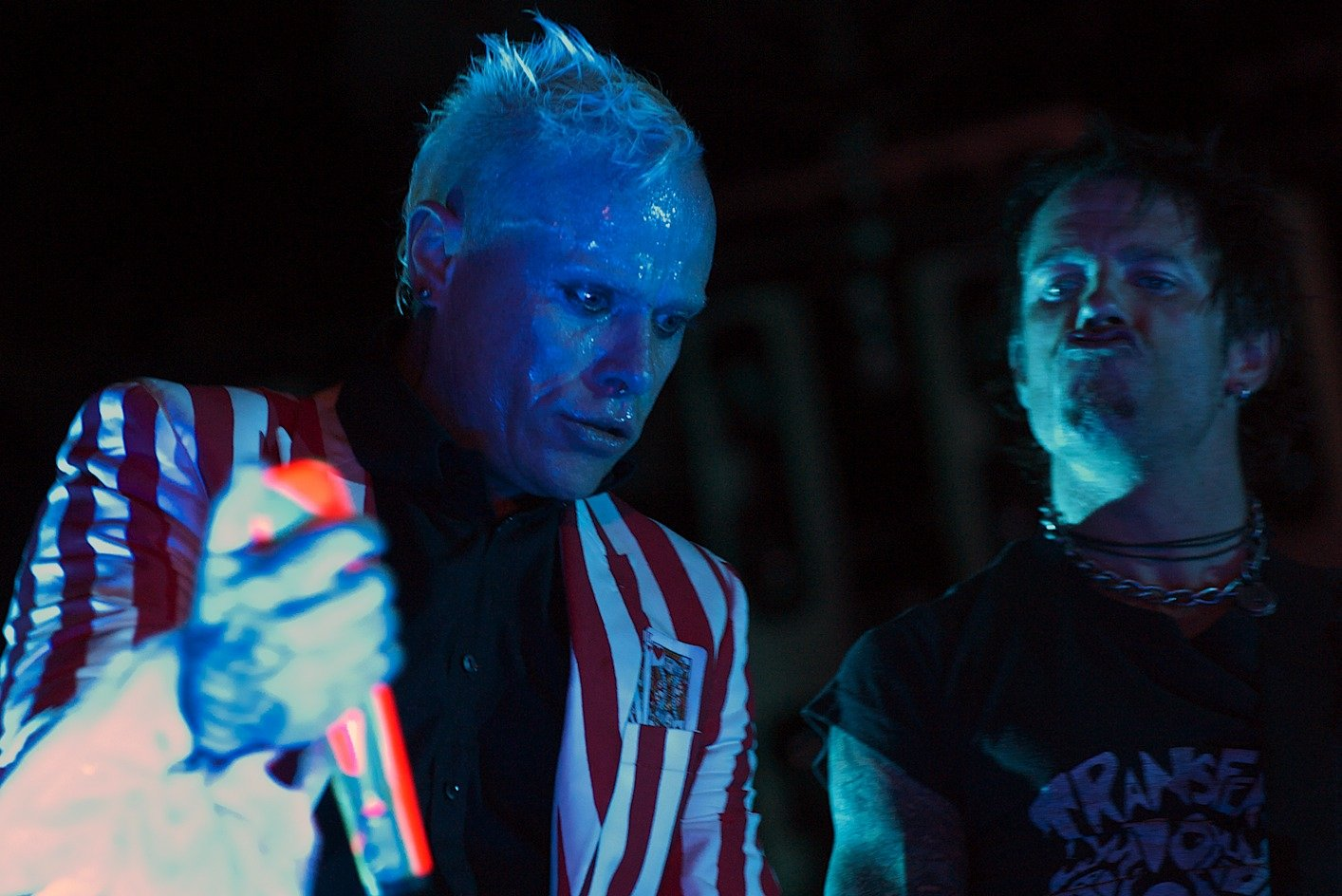
Keith Flint i Rob Holliday w czasie koncertu w 2010 roku

Początki zespołu sięgają roku 1989, kiedy w Wielkiej Brytanii popularność zyskała muzyka rave. Liam Howlett został zatrudniony jako DJ w klubie Barn w mieście Rayne, gdzie montował własne przeróbki rozmaitych utworów techno, a głównie takich jego odmian jak minimal i detroit. Howlett poznał wówczas Thornhilla, który przychodził do Barn tańczyć. Niedługo później w klubie zaczął pojawił się Keith Flint. Howlett zdobył doświadczenie w grupie Cut 2 Kill, w której występował jako drugi DJ.
Po konflikcie wewnątrz grupy Liam Howlett odszedł i postanowił rozpocząć karierę solową. W krótkim czasie nagrał swoją pierwszą kasetę demo, którą zaprezentował Thornhillowi i Flintowi. Zaproponowali oni wspólne występy: Howlett jako muzyk a Flint i Thornhill jako tancerze. Howlett przystał na tę propozycję, dając tym samym początek The Prodigy.
Pierwszym menedżerem zespołu został Ziggy, znajomy Howletta. Zaproponował on, by do grupy dołączył MC. Uzyskawszy aprobatę zespołu, Ziggy znalazł Keitha Palmera, lepiej znanego jako Maxim Reality, który stał się pełnoprawnym członkiem grupy. Przez pewien czas z grupą występowała tancerka Sharky, która ostatecznie jednak opuściła zespół. Grupa wystąpiła po raz pierwszy w Boże Narodzenie 1990 roku w londyńskim klubie The Labyrinth, a w styczniu 1991 w Wielkiej Brytanii ukazał się ich pierwszy EP „What Evil Lurks”. Dopiero jednak singiel „Charly” spowodował, że zespół stał się znany na brytyjskiej scenie rave.
Pierwszym albumem The Prodigy był wydany 28 września 1992 roku Experience, utrzymany w stylistyce rave. Zajął on 12. miejsce na liście najlepiej sprzedających się albumów w Wielkiej Brytanii. Międzynarodową sławę przyniósł grupie drugi album, Music for the Jilted Generation, wydany w 1994 roku i promowany m.in. przez singiel „No Good (Start the Dance)”. Album ten był inspirowany m.in. sprzeciwem wobec wprowadzonych wówczas w Wielkiej Brytanii ustaw de facto delegalizujących imprezy rave. Teledysk do singla „Voodoo people” nakręcony został na wyspie St. Lucia. Prowokacyjny teledysk z piosenką „Poison” przyniósł także dużą popularność zespołowi.
Największy sukces komercyjny odniósł trzeci album The Fat of the Land (1997) zawierający 10 utworów, w tym hity „Firestarter”, „Breathe” i kontrowersyjne „Smack My Bitch Up”, do których nakręcono teledyski. Teledysk Firestarter nakręcony został w londyńskim metrze. Później na kilka lat zespół wycofał się ze sceny muzycznej. W 1999 Liam Howlett wydał didżejski album The Dirtchamber Sessions Volume One, solowych występów próbowali też inni członkowie zespołu, jednak bez większych sukcesów. W 2000 zespół opuścił Leeroy Thornhill.
W 2002 The Prodigy wydali singiel „Baby's Got a Temper”, za którym jednak nie poszło wydanie nowego albumu. Dopiero w 2004 roku ukazał się album Always Outnumbered, Never Outgunned, który jednak nie zyskał większej popularności. Rok później zespół wydał swoje największe przeboje na płycie Their Law: The Singles 1990-2005, na której znalazła się przerobiona wersja piosenki „Voodoo people”.
23 lutego 2009 grupa wydała nowy album zatytułowany Invaders Must Die. W kwietniu 2010 w Budapeszcie Lasertheater w Budapesti Planetárium założył spektakl laserowy do muzyki The Prodigy. Był on wyświetlany do grudnia 2010. Szósty studyjny albumu grupy, zatytułowany The Day Is My Enemy, ukazał się 30 marca 2015. Promowały go takie piosenki, jak „Nasty” i „Wild Frontier”.
2 listopada 2018 roku miała miejsce premiera siódmego studyjnego albumu o nazwie No Tourists, promowanego m.in. przez „Need Some1", „Light up the Sky” i „Timebomb Zone”. Jest to ostatni album grupy nagrany z udziałem wokalisty Keitha Flinta. Wokalista i tancerz The Prodigy odebrał sobie życie 4 marca 2019 r. No Tourists zadebiutował na pierwszym miejscu notowania UK Albums Chart, stając się siódmym z rzędu albumem The Prodigy, który tego dokonał. W Polsce album dotarł do 33 miejsca w notowaniu OLiS.
17 i 18 maja 2021 roku The Prodigy udostępnili na swoim Instagramie, Twitterze i innych mediach społecznościowych krótki film wideo z sesji nagraniowej sugerując, że nowa muzyka od zespołu pojawi się wkrótce. 18 czerwca natomiast zespół wypuścił nową wersję swojego hitu Breathe z gościnnym udziałem RZA z grupy Wu-Tang Clan. Utwór ukazał się w formie cyfrowej na serwisach streamingowych i ozdobił soundtrack do filmu Szybcy i wściekli 9.
W lipcu 2022 roku The Prodigy zagrali składająca się z 10 koncertów  trasę w Anglii  z okazji 25-lecia albumu The Fat of the Land.
W 2023 roku The Prodigy ogłosili trasę Army Of The Ants, a w ramach europejskiej części tej trasy 6 grudnia zagrali koncert w Polsce.
7 czerwca 2024 roku The Prodigy zagrali na Orange Warsaw Festival w Warszawie.

## Muzycy
| Obecny skład zespołu - Liam Howlett – instrumenty klawiszowe, produkcja i kompozycja (od 1990) - Maxim Reality – MC, śpiew, beatbox (od 1990) Byli członkowie - Keith Flint – śpiew, taniec (1990-2019) - Leeroy Thornhill – taniec, instrumenty klawiszowe (1990–2000) - Sharky – śpiew, taniec (1990) Muzycy koncertowi - Leo Crabtree – perkusja, instrumenty perkusyjne (od 2008) - Olly Burden – gitara (od 2017) współautor, koproducent |  | Byli muzycy koncertowi - Kieron Pepper – perkusja, gitara (1997–2007) - „The Rev” – gitara (2007) - „Snell” – perkusja (2007) - Brian Fairbairn – perkusja (2007) - Jim Davies – gitara (1995–1996, 2002–2004) - Alli MacInnes – gitara (2001, 2002) - Gizz Butt – gitara (1996−1999) - Rob Holliday – gitara, gitara basowa (2005−2006, 2008–2017) |

## Dyskografia

### Albumy studyjne
- Experience (1992)
- Music for the Jilted Generation (1994)
- The Fat of the Land (1997)
- Always Outnumbered, Never Outgunned (2004)
- Invaders Must Die (2009)
- The Day Is My Enemy (2015)
- No Tourists (2018)